# Tillac
 Tillac  là một xã thuộc tỉnh Gers trong vùng Occitanie miền nam nước Pháp.

## Demography
| Năm | 1962 | 1968 | 1975 | 1982 | 1990 | 1999 | 2006 | 2007 |
| --- | ---- | ---- | ---- | ---- | ---- | ---- | ---- | ---- |
| Dân số | 327  | 346  | 315  | 320  | 302  | 295  | 260  | 258  |
| From the year 1962 on: No double counting—residents of multiple communes (e.g. students and military personnel) are counted only once. |      |      |      |      |      |      |      |      |